# Kiltubbrid-Schild

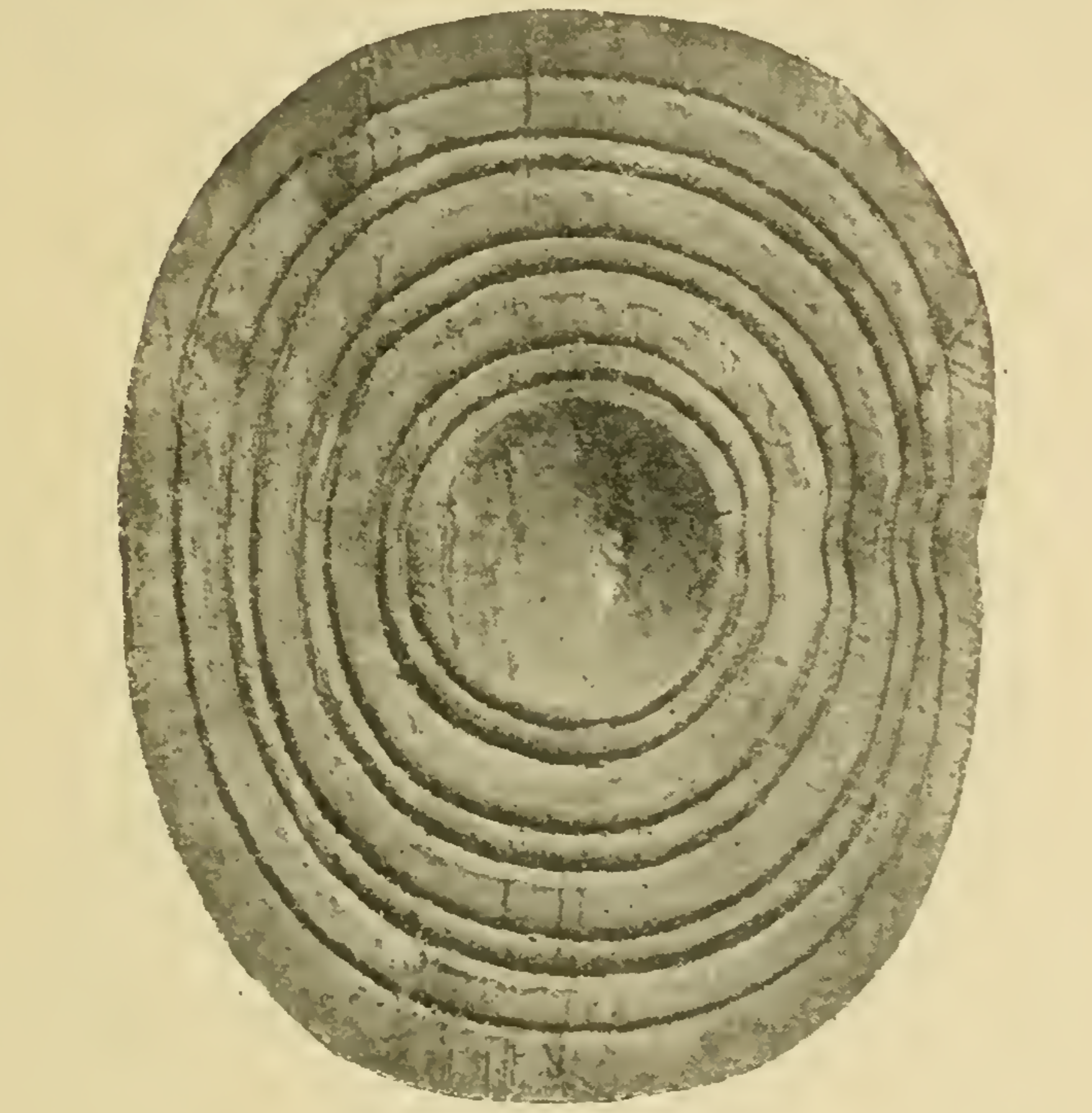
Kiltubbrid-Schild

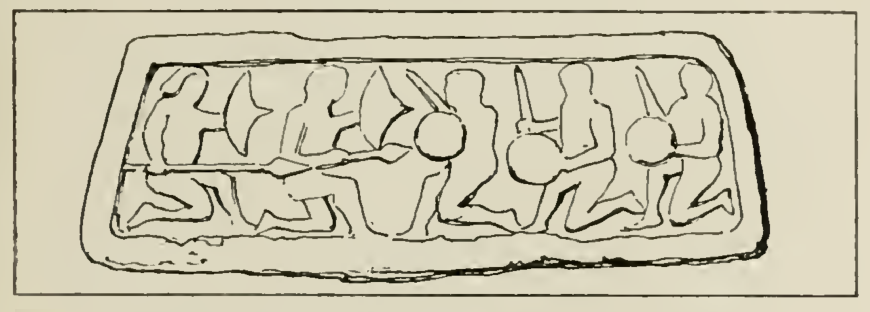
Schlachtszene auf dem Market Cross von Kells

Der Kiltubbrid-Schild ist ein eisenzeitlicher Holzschild. Er wurde 1863 im Townland Kiltubbrid (irisch Cill Tiobrad) nördlich des Sees Lough Scur in einem etwa 3,0 Meter tiefen Moor im County Leitrim in Irland entdeckt. Es ist der einzige vollkommene Schild seiner Art in Europa. Er stammt aus der späten Latènezeit (etwa 450 v. Chr. bis zur Zeitenwende).

## Beschreibung
Der Kiltubbrid-Schild ist ein gut erhaltener, in einem Stück geschnitzter, ovaler Schild aus Erlenholz mit einem zentralen Schildbuckel von 7,6 cm Höhe und sieben leicht erhöhten konzentrischen Rippenringen. Die Rippen weisen auf einer Seite eine Einkerbung auf, die eine Unterbrechung in der Symmetrie des Ornaments darstellt. Möglicherweise hat das Schrumpfen die Einkerbung verursacht. Auf der Rückseite ist er glatt und mit einem Griff versehen. Die ursprünglichen Maße betrugen 66 cm Höhe und 53 cm Breite bei einer Dicke von 1,25 cm. Im Gegensatz zu klassischen Schilden, durch die der Unterarm geführt wurde, konnte dieser Schild, der am Kreuzstück unter dem Umbo (Boss) ergriffen wurde, im Kampf auf volle Armlänge ausgestreckt werden. Gebrauchsfertige Holzschilde waren mit Leder überzogen, bemalt und verziert.
Ruaidhrí Ó Flaithbheartaigh erklärte 1685, dass der irische Name für die Erle „fearn“ sei, weil „Schilde daraus gemacht werden“. Das irische „sciath“ (Schild) wird in jüngerer Zeit auf einen flachen Weidenkorb von ovaler Form – manchmal auch als Schaufel bezeichnet – angewendet, der zum Sieben von Kartoffeln verwendet wird und in Größe und Form dem Kiltubbrid-Holzschild ähnelt.
Eine Darstellung auf dem Market Cross von Kells im County Meath zeigt offenbar einen Konflikt zwischen verschieden bewaffneten Gruppen. Die eine Gruppe ist mit langen Speeren und Bossenschilden gerüstet. Die gegnerischen Schilde sind rund, haben keine Bosse und die Männer sind mit Kurzschwertern bewaffnet, wie sie häufig auf Crannógs zu finden sind. Mit der Einführung von Eisen als Primärmaterial für Waffen änderte sich die Kriegsführung allerdings, lange bevor die Darstellung auf dem Steinkreuz angebracht wurde. Schilde allein aus Erlenholz wären gegen eiserne Waffen nutzlos. Insofern ist dieser Schild als Waffe ebenso untauglich wie das Feuersteinschwert von Åtte Bjerge. Zu dieser Zeit gab es längst Metallschilde (Wandsworth-Schild, Witham-Schild, Yetholmschild).